# Roman Hemala
Roman Hemala (11. ledna 1925 Velká Bíteš – 26. května 2005 Praha) byl český divadelní herec.
Pocházel z Českomoravské vrchoviny a po druhé světové válce začal studovat herectví na dramatickém oddělení Státní konzervatoře v Brně. Studium zdárně ukončil roku 1948. Poté získal angažmá v Divadle S. K. Neumanna v Praze (1949–1952). Následně se vrátil na Moravu – do Brna, kde v letech 1952–1959 působil v Městském oblastním divadle (dnešní Městské divadlo Brno). Koncem padesátých let dvacátého století dostal nabídku z Prahy – od Divadla ABC; v tomto divadle působil až do odchodu do důchodu.
Jeho první filmovou rolí byl film DS-70 nevyjíždí (1949), kde ztvárnil nevelkou úlohu horníka. Angažmá v Brně Hemalovi zabránilo věnovat se i nadále filmu, znovu se před kameru vrátil až jako člen hereckého souboru Divadla ABC.
Jeho synem je televizní hlasatel Alexander Hemala.

## Divadelní role
- 1975 Grigorij Gorin: Zapomeňte na Hérostrata!, Divadlo ABC, Městská divadla pražská, překlad Růžena Pochová, režie Ladislav Vymětal, výprava Jan Dušek, premiéra 26. listopadu 1975. Hráli: Náš současník (Jiří Pick), Tissafernés, vladař Efesu (Václav Voska), Klementina, jeho žena (Marie Málková), Kleón, archón basileus (Jan Tříska), Hérostratos (Václav Postránecký ), Chryssipes, lichvář (Miroslav Homola), Erita, kněžka v chrámu bohyně Artemis (Jarmila Smejkalová), žalářník (Jiří Bruder), kameník (Roman Hemala), Hrnčíř Vladimír Salač (herec) a lazebník (Mirko Musil).[1]